# Chironomus littorellus
Chironomus littorellus är en tvåvingeart som först beskrevs av Johann Wilhelm Meigen 1818.  Chironomus littorellus ingår i släktet Chironomus och familjen fjädermyggor. Inga underarter finns listade i Catalogue of Life.